# Whiskas
Whiskas (tidigare känt som Kal Kan) är ett märke av kattfoder som tillverkas i Virginia i USA och som säljs runt om i världen. Märket ägs av tillverkaren Mars Incorporated. Fodret säljs som köttliknande bitar i burkar eller påsar, eller som torra bitar. Förpackningarna är till största del i färgen lila, och har en siluett av ett katthuvud. Whiskas var i början känt som Kal Kan när det skapades år 1936. År 1988 ändrade företaget sitt namn till Whiskas för att lansera kattfodret internationellt. 
Den välkända reklamsloganen för Whiskas var: "Eight out of ten owners said their cat prefers it" ("Åtta av tio ägare sade att deras katt föredrar det"). Efter ett klagomål till Advertising Standards Authority, tvingades detta att ändras till: "Eight out of ten owners who expressed a preference said their cat prefers it" ("Åtta av tio ägare som uttryckt en åsikt sade att deras katt föredrar det"). Det brittiska TV-programmet 8 out of 10 Cats tog sitt namn från sloganen. Sloganen har blivit mycket imiterad - på 1980-talet reklamerades ölet Red Stripe med sloganen "9 out of 10 cats prefer it", en ordlek där "cat" har betydelsen "en trendig person".
År 1998 ändrade den australiska fotbollsspelaren Garry Hocking sitt namn till "Whiskas" som en del av företagets marknadsföring av Geelong Football Club. Det var det första PR-tricket i sitt slag.
Den 27 januari 1999 sände Whiskas den allra första "reklamen för katter" på amerikansk TV. VHS-utgåvan presenterade ett litet segment på hur annonsen funkade, och visade flera katters reaktioner. Själva annonsen var en samling av klipp med kontrasterande färger och fiskar. Slutet av videon påstod att: "In our tests, 8 out of 10 preferred it" ("I våra tester, föredrog 8 av 10 det"), en tidigare nämnd slogan för företaget.
I Ungern är Whiskas reklamslogan: "A macskák Whiskast vennének", vilket betyder: "Katter skulle köpa Whiskas (om de kunde)". Slogans med samma betydelse används i Serbien, Tyskland, Finland, Frankrike, Slovakien, Tjeckien, Ryssland, Rumänien, Polen och Slovenien.
I Danmark var det en gång en reklamslogan som yttrade: "Katte ville vælge Whiskas", vilket betyder: "Katter skulle välja Whiskas". I Sverige används en liknande slogan: "Whiskas - Om katten själv får välja".